# بيرنارد كازوني
بيرنارد كازوني (بالفرنسية:Bernard Casoni) ولد في 4 سبتمبر 1961 في كان، فرنسا و هو مدرب كرة قدم ولاعب فرنسي سابق، و يُدرب حاليًا نادي المولودية الوجدية المغربي.

## مسيرته

### كلاعب
بدأ برنارد كازوني مسيرته كلاعب في أوائل الثمانينات من القرن الماضي في دوري الدرجة الثانية مع جمعية كان الرياضية.

### كمدرب
بدأ برنارد كازوني مسيرته كمدرب في عام 1999 مع أولمبيك مارسيليا خلفًا لرولاند كوربيس الذي استقال بعد النتائج السيئة.

## الانجازات

### كلاعب

#### أولمبيك مارسيليا
- دوري أبطال أوروبا: 1993
- الدوري الفرنسي: 1991-1992
- الدوري الفرنسي الدرجة الثانية: 1995

## روابط خارجية
- بيرنارد كازوني على موقع قاعدة بيانات كرة القدم.إي يو (الإنجليزية)
- بيرنارد كازوني على موقع ليكيب (الفرنسية)
- بيرنارد كازوني على موقع ناشيونال فوتبول تيمز (الإنجليزية)
- بيرنارد كازوني على موقع Soccerbase.com (مدرب) (الإنجليزية)
- بيرنارد كازوني على موقع عالم كرة القدم.نت (الإنجليزية)